# Pleterje, Kidričevo
Pleterje este o localitate din comuna Kidričevo, Slovenia, cu o populație de 262 de locuitori.